# Солдатское (Старооскольский городской округ)
Солдатское (устар. Салдацкое, Солдатское на Котле) — село в Старооскольском городском округе Белгородской области России, центр Солдатской сельской территории.

## География
Село расположено на реке Котёл, в 40 км от районного центра — города Старый Оскол и в 130 километрах от областного центра — города Белгород.

## История
Дата основания села точно неизвестна. Первое упоминание о селе сохранилось в межевой книге поместных земель от 1672 года. Согласно преданию, первыми поселенцами и основателями села были солдаты — братья Фома и Яков Кортиковы, нёсшие службу на Белгородской черте. В связи с перемирием в русско-польской войне братья прибыли на побывку и обосновались здесь. Отсюда и название — Солдатское. В то время в качестве платы солдатам разрешалось найти свободную землю и поселиться на ней — возможно вскоре и другие сослуживцы Кортиковых поселились таким образом рядом. Так как земля была плодородной, рядом была чистейшая река, луг и лес — то со временем здесь образовалось большое село. В Межевой книге 1672 года говорится о «старожилах тутошних». Следовательно, к этому времени люди здесь уже жили как минимум несколько лет.
В связи с ликвидацией Белгородской губернии, в 1779 году образован Нижнедевицкий уезд Воронежской губернии, в состав которого вошло и село Солдатское на реке Котёл (в Нижнедевицком уезде было два Солдатских, поэтому во избежание путаницы часто добавляли, на какой речке находится село: Солдатское на Котле и Солдатское на Геросиме).
Население в селе Солдатское на Котле в XVIII веке — 506 человек (1781–1782), 513 (1796).
Помещики и их крестьяне села Содатское, «что на Котле» в 1796 году:
- сержант Петр Анисимов — 3 крестьян;
- подпорутчик Матвей Анисимов — 7 крестьян;
- прапорщик Андреян Перелешин — 10 крестьян;
- капитанши Авдотья Кандаурова — 2 крестьян;
- гвардии фурьеры Александр и Рафаил, девицы Анна и Надежда Шетохины — 5 крестьян[5].

В Солдатском на Котле к началу XIX века самую многочисленную группу населения составляли однодворцы. В 1802 году однодворцев было 824 души, из них 447 душ мужского пола, 215 душ — женского пола. В 1803 году в селе началось строительство каменной церкви. По переписи 1887 года Солдатское имело 340 хозяйств и проживало уже 2516 человек.
Во второй половине XVIII века помещиком села Солдатское был отставной поручик Алексей Гринёв. После подавления восстания Емельяна Пугачева А. Гринёва обвинили в связях с представителями мятежников, которые склоняли население губернии на сторону восставших и арестован, но вскоре отпущен домой по личному распоряжению императрицы Екатерины II. Эта история легла в основу знаменитой повести А. С. Пушкина «Капитанская дочка».
Фамилии наиболее встречающиеся в селе: Марков, Рожков, Кочергин,  Лыков, Касимов, Канищев, Екасипов ( Епасимов), Беликов, Золотых, Игнатов, Масалитинов, Воропаев, Малахов, Мишустин, Никулин, Шопин, Ченских, Данилов, Зыков, Шеин, Ватутин, Коришков,Ботвиньев,Дровников, Панкратов, Талыпин, Зайцев, Тамилин, Хрипков, Беликов, Шахин,Косинов, Клышников, Казюмин, Боев, Краснаухов, Шаталов, Рудаков, Агарков, Малышенов, Юрьев,Дровников, Лыков, Юшин, Колесников, Брежнев, Тимофеев,  Ченских, Кочергин, Федотов, Севрюков, Кудрявцев, Леонов, Шестаков, Тамилин, Чняков, Симонов, Зибин, Казюмов, Панкратов, Чунихин, Симонов, Зыбин, Казюмов, Панкратов, Малыхин. Всего лиц мужского пола – 818 , лиц женского пола – 790.

## Население
| 1859 | 1897  | 2002  | 2010  |
| ---- | ----- | ----- | ----- |
| 1937 | ↗2817 | ↘1234 | ↗1269 |

## Администрация
Администрацией села является управление Солдатской сельской территории Старооскольского городского округа, располагающееся на ул. Центральной, 12. Исполняющий обязанности начальника управления — Севрюков Владимир Иванович. Управление является ведомством Департамента по развитию сельских территорий Администрации Старооскольского городского округа.
В юридическом и административном плане село Солдатское является одной из частей Старооскольского городского округа, что предоставляет возможность селянам пользоваться учреждениями города Старый Оскол на равных правах с горожанами.

## Церковь
Первая церковь в селе была построена из липового дерева не позже 1660 года в честь Рождества Христова. Второй раз церковь была отстроена 1760 году, также из липы. В 1803 году началось строительство каменной церкви. За ветхостью предельного храма в честь Покрова его было дозволено употребить на иконостас. Новый Покровский предел был освящён в 1819 году. В 1833 году были построены и освящены ещё один предел слева во имя святого Николая Чудотворца и основной — в честь Рождества Христова. Храм построен в виде корабля. В приход церкви села Солдатское также входило три деревни — Терновое, Малый Присынок и Змеёвка. Храм действующий до настоящего времени. В советские времена храм был сильно разрушен. Центральный предел восстановлен в 1980-е годы. Позднее рядом построена колокольня.
В Солдатском престольный праздник — Покров.

## Общественные организации
На Солдатской сельской территории созданы и работают общественные организации «Совет ветеранов войны и труда», ТОС «Цветочный», Совет Солдатской сельской территории.
ТОС — Территориальное общественное самоуправление «Цветочный» — самоорганизация граждан, проживающих в пределах территории в группе жилых домов №№ 1,3,8а, 8б,10,12.14а,14б по ул. Цветочная в селе Солдатское.

## Связь
В Солдатском осуществляется эфирное вещание пяти аналоговых телевизионных каналов, четырёх радиовещательных каналов. Кабельное вещание отсутствует. Максимальная скорость доступа в интернет 8000 Кб/с, минимальная 32 Кб/с. 1 пункт коллективного доступа в сеть интернет. Населённый пункт покрыт мобильными сетями "GSM" 3-х операторов связи. Фиксированная телефонная связь представлена 15-ю компаниями. Таксофоны отсутствуют. Одно отделение связи.

## Галерея

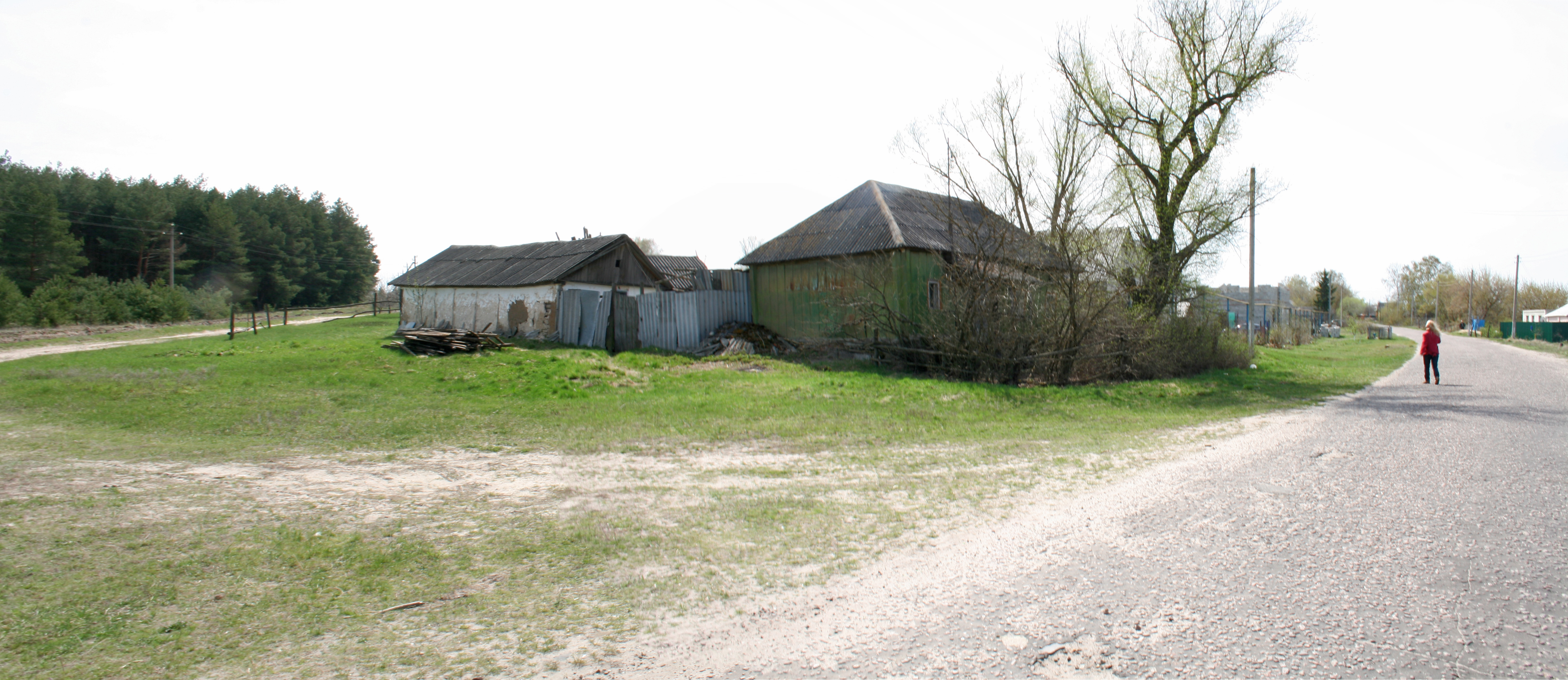
Улица Народная
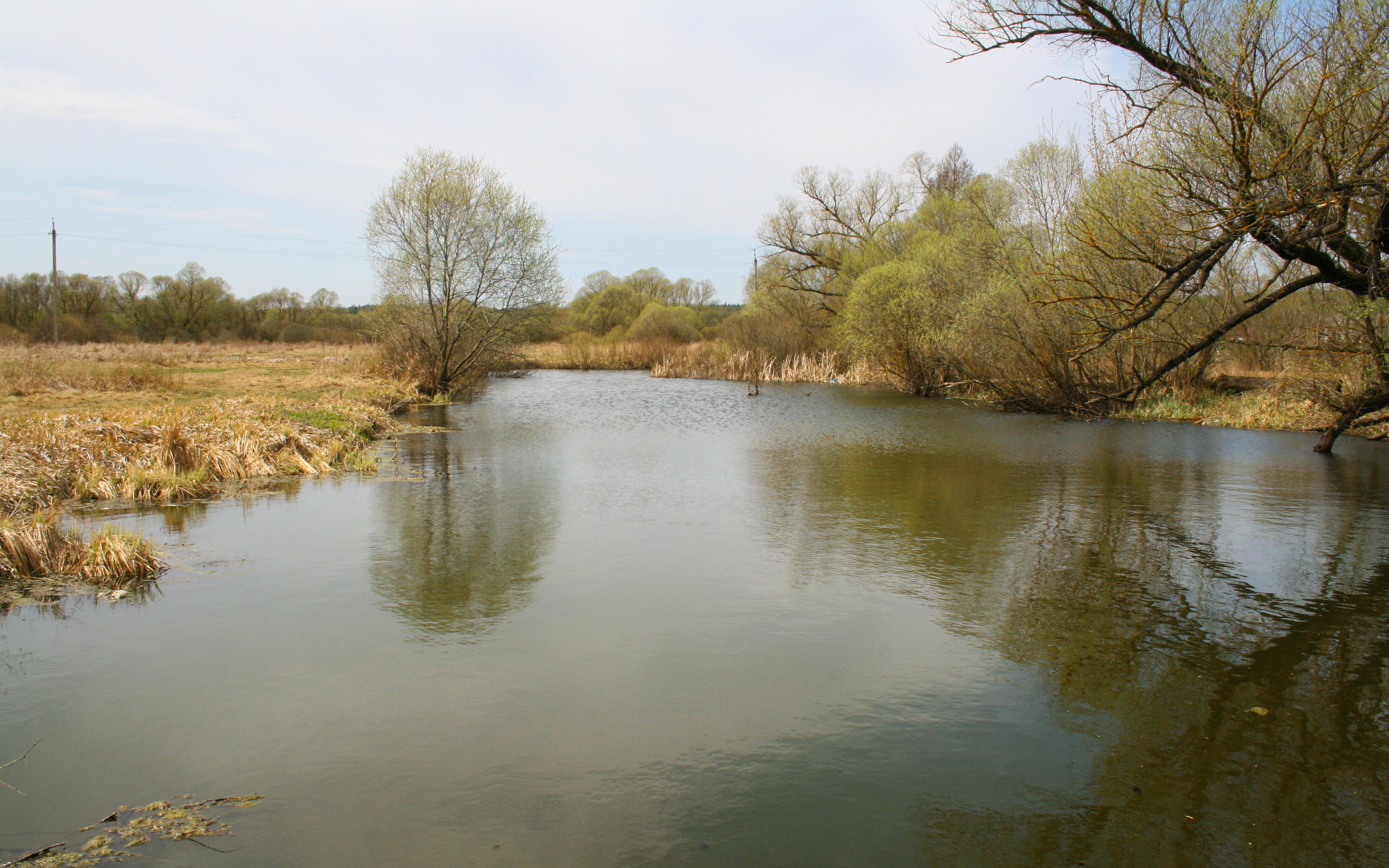
Река Котёл на Гудаевке
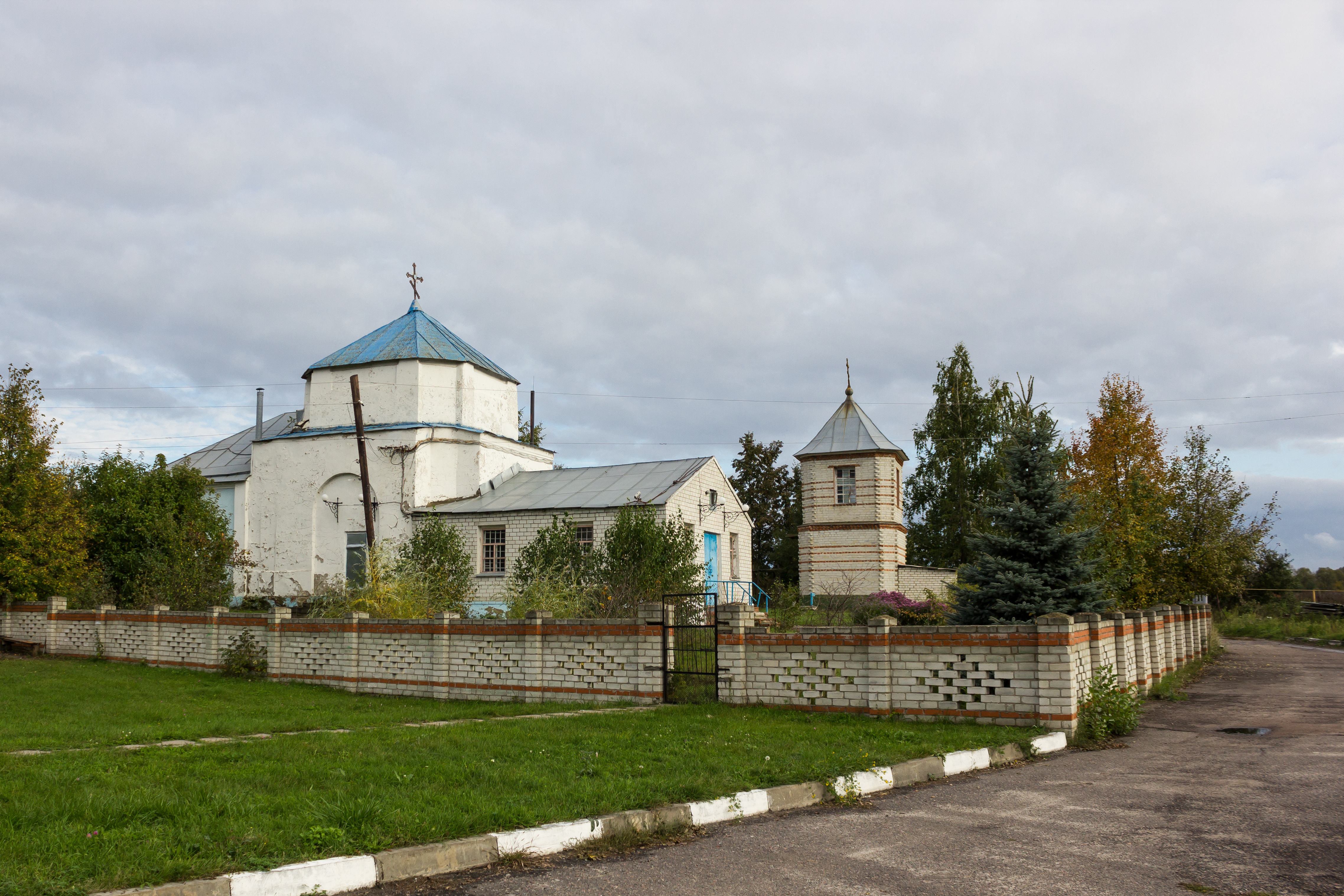
Храм Рождества Христова
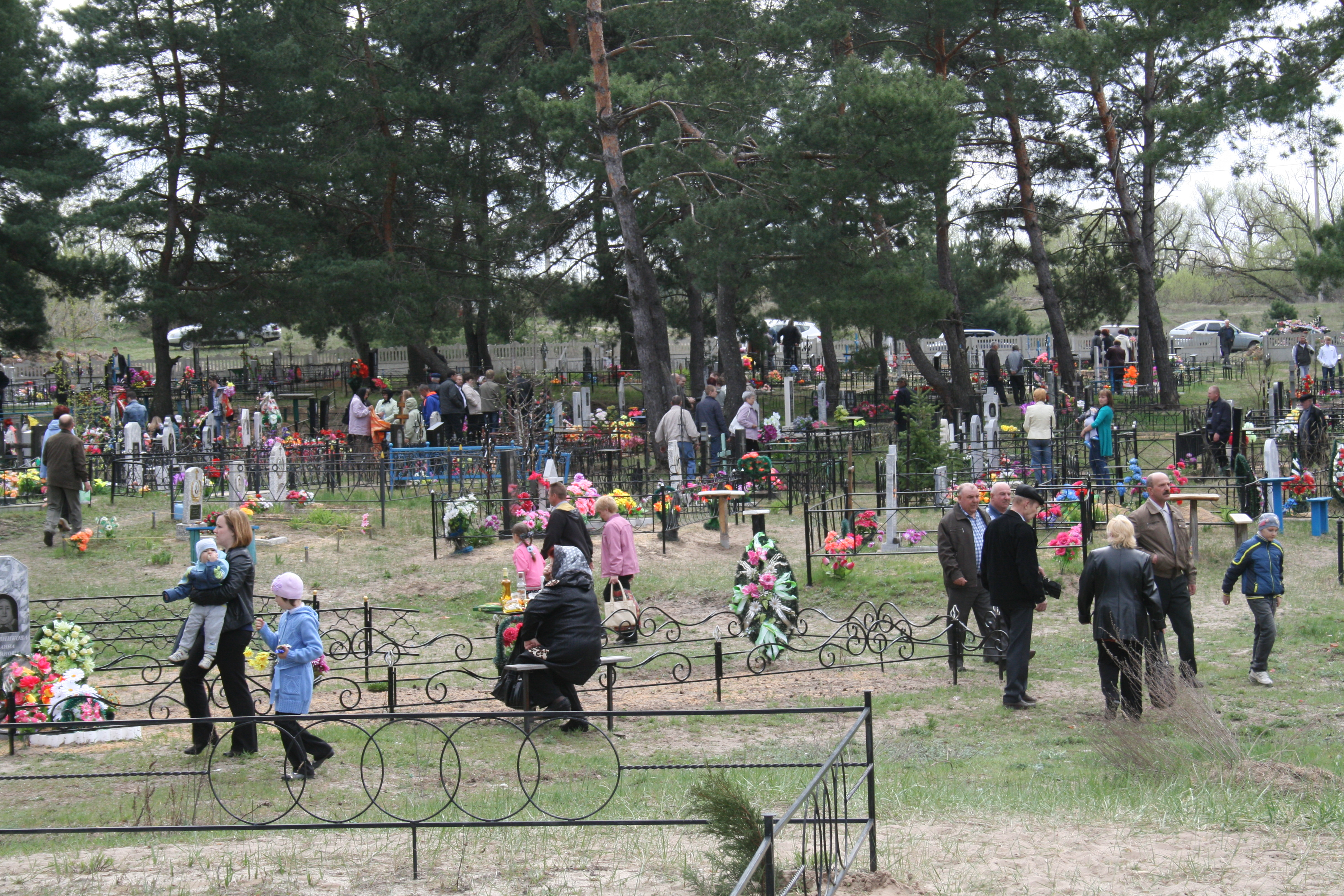
На Пасху. 2014 год
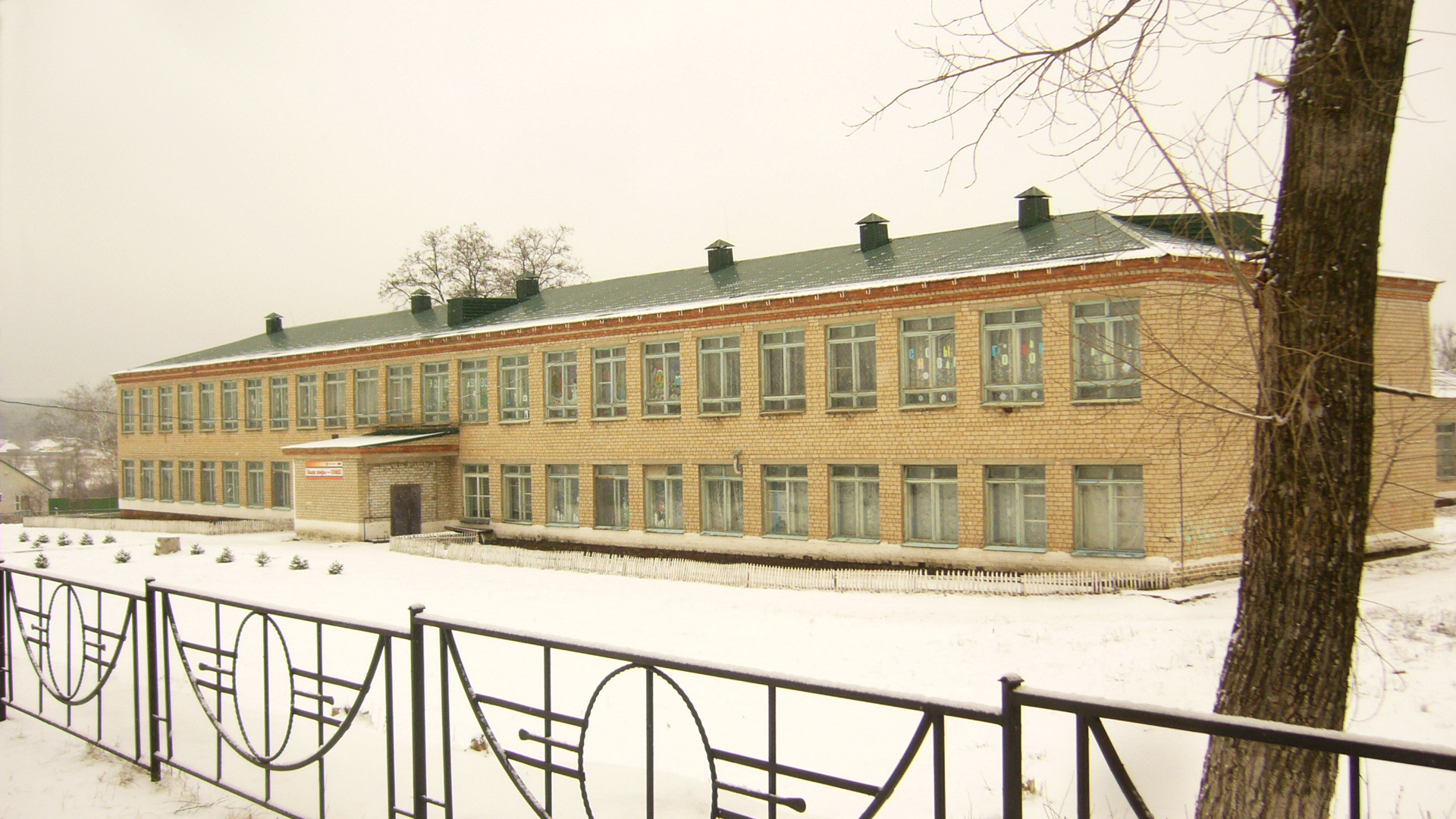
Средняя школа
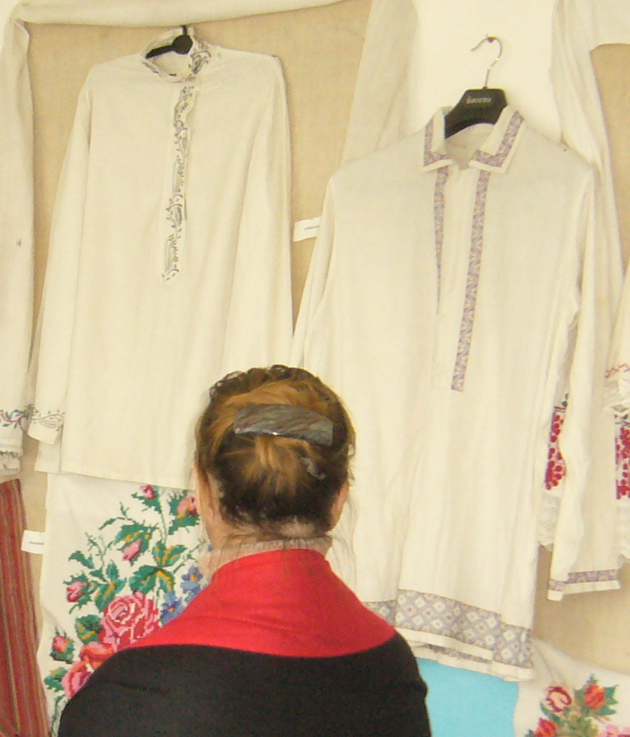
В школьном музее